# Gruppo di NGC 68
Il Gruppo di NGC 68 (incluso nel catalogo Arp con il numero 113),  è un raggruppamento costituito da almeno 40 galassie situate attorno a NGC 68, nella costellazione di Andromeda. Il gruppo contiene al suo interno il sottogruppo compatto VV 166.
Il gruppo è stato scoperto nel 1784 da William Herschel, che lo designò come un singolo oggetto celeste. Oltre un secolo più avanti, negli anni del 1880, John Louis Emil Dreyer riuscì a distinguere la presenza di più galassie che indicò come NGC 68, NGC 70 e NGC 71.
È da notare che la galassia NGC 68 che dà il nome al raggruppamento, potrebbe non fare parte del gruppo stesso. Essa mostra infatti discrepanze nella velocità radiale rispetto agli altri membri del gruppo; inoltre l'assenza di distorsioni gravitazionali suggerisce che potrebbe trattarsi di una galassia non collegata al gruppo e posta semplicemente sulla nostra linea di vista.